# Johann Adam Schertzer
Johann Adam Schertzer (né le 1er août 1628 à Egra, mort le 23 décembre 1683 à Leipzig) est un théologien luthérien allemand.

## Biographie
Après des études à Altdorf et à Iéna (maîtrise en 1650), il vient à Leipzig pour une maîtrise en 1652. De 1657 à 1663 et de 1664 à 1667, il enseigne la théologie, ainsi que la chaire d'hébreu de 1658 à 1667. La graduation théologique a lieu en 1666. Un an plus tard, il est le quatrième professeur de théologie puis devient le premier par le départ des autres membres du corps professoral en 1670. Il est également senior de la « nation polonaise », chanoine de Meissen, prévôt à Bautzen, six fois doyen de la faculté de théologie (1668-1669, 1670-1671, 1672-1673, 1679-1680, 1683) et trois fois recteur de l'université.